# Soul Survivor (Young Jeezy)
Soul Survivor è un singolo discografico del rapper statunitense Young Jeezy, pubblicato nel 2005. Il brano vede la partecipazione del rapper statunitense Akon ed è stato estratto dal terzo album in studio di Young Jeezy, ovvero Let's Get It: Thug Motivation 101.

## Video
Il videoclip della canzone è stato diretto da Benny Boom ed include i cameo di Beanie Sigel, Cam'ron, Fabolous, DJ Clue, Zab Judah e Big Meech.

## Classifiche
| Classifica (2005) | Posizione massima |
| ----------------- | ----------------- |
| Stati Uniti       | 4                 |